# Callionymus kotthausi
Callionymus kotthausi är en fiskart som beskrevs av Fricke, 1981. Callionymus kotthausi ingår i släktet Callionymus och familjen sjökocksfiskar. Inga underarter finns listade.